# Pingo

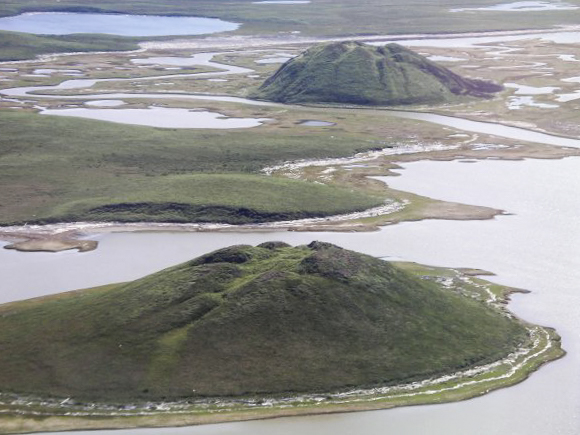
Alcuni pingo nei pressi di Tuktoyaktuk, Territori del Nord-Ovest, Canada

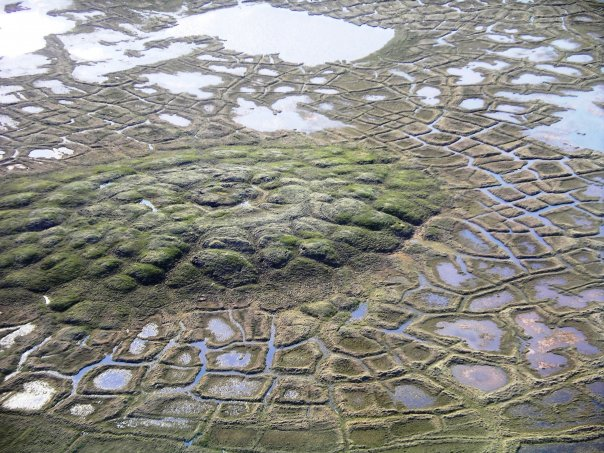
Pingo in fusione e cunei di ghiaccio poligonali nei pressi di Tuktoyaktuk, Territori del Nord-Ovest, Canada

Un pingo, altrimenti detto idrolaccolite, è un tumulo di ghiaccio coperto di terra che si trova nell'Artide e nella regione sub-antartica e che può raggiungere i 70 m in altezza e fino a 600 m in diametro. Il termine fu introdotto dal botanico artico Alf Erling Porsild (cui è stato dedicato il Pingo Porsild a Tuktoyaktuk) nel 1938 e trae origine dalla parola nel dialetto inuvialuktun che significa «piccola collina».
Il pingo è una forma di suolo periglaciale, definita non-glaciale o dovuta a un processo collegato a climi più freddi. Essi sono essenzialmente formati da ghiaccio terrestre che si sviluppa durante i mesi invernali quando le temperature diminuiscono.

## Localizzazioni

### Emisfero boreale
Tuktoyaktuk, nel delta del Mackenzie nei territori del Nord-Ovest, ha una delle più elevate concentrazioni di pingo, con circa 1350 esemplari, dei quali l'area naturale del Pingo National Landmark ne protegge otto. Queste tipiche conformazioni del suolo sono presenti in Canada (nel Nunavut e nello Yukon), Alaska, Groenlandia, Siberia e nell'isola norvegese di Spitsbergen. Alcuni vecchi resti di pingo sono presenti in Inghilterra, nelle Breckland del Norfolk, e nei Paesi Bassi, nel Dantumadeel e nell'Opsterland in Frisia e nella provincia di Drenthe.
In Siberia, i pingo sono chiamati in lingua sakha (lingua yakuta) bulganniakh.

### Emisfero australe
Nel 1983 John Pickard riferiva di avvistamenti di pingo (68°40′S 78°00′E) sui Colli Vestfold, in Antartide, ma ricerche successive hanno dato adito alla possibilità di un'interpretazione errata.

## Tipi
Le cime dei pingo più piccoli di solito hanno forma arrotondata, mentre la sommità di quelli più grandi mostrano spesso fratture nel ghiaccio. Questi ultimi possono avere crateri con coni rassomiglianti a quelli dei vulcani. Ciò è dovuto alla rottura del ghiaccio e alla fusione del nucleo interno. Gli strati che si sono formati su sabbia stratificata o su silt spesso tendono ad inclinarsi verso l'esterno, quasi fossero adiacenti a una massa intrusiva. I pingo che si formano nella roccia in posto possono mostrare deformazioni identiche.

Il ghiaccio del nucleo del pingo di solito trae origine dalla segregazione o iniezione di acqua liquida, e può essere massiccio. Le fratture dovute alla tensione sono normali al vertice del tumulo, ma l'espansione del ghiaccio nel pingo è breve e piuttosto rara. Un piccolo lago di acqua dolce può occuparne la sommità laddove dalla fusione del ghiaccio si è venuto a formare un cratere.
I pingo sono in genere classificati come idrostatici (sistema chiuso) o idraulici (sistema aperto). I pingo idrostatici residui e quelli idraulici possono essere distinti l'uno dall'altro determinando se i depositi lacustri siano o meno associati alla sua formazione.

## Formazione
I pingo possono formarsi soltanto in un ambiente dove sia presente il permafrost. Attestazioni di pingo collassati (talvolta detti ognip) in una data zona fanno pensare che là una volta ci potesse essere stato il permafrost.
I pingo di solito si sviluppano soltanto un paio di centimetri l'anno, come il Pingo Ibyuk, e per raggiungere la massima grandezza occorrono decenni o anche secoli. Si presume che il processo mediante il quale vengono a crearsi i pingo sia strettamente correlato al criosollevamento.
I pingo a sistema idrostatico si formano in conseguenza della pressione idrostatica che il permafrost esercita sull'acqua e, di solito, in laghi prosciugati o canali fluviali. Il permafrost sorge dall'alveo del corpo precedentemente prosciugato. L'acqua interstiziale viene espulsa a causa dell'aumento del permafrost, e la conseguente pressione provoca l'innalzamento del terreno congelato con la formazione di un nucleo di ghiaccio. La forma e le dimensioni di un pingo idrostatico (o a sistema chiuso) è spesso simile alla massa d'acqua dalla quale si è originato. Le loro forme possono variare da cupole coniche simmetriche a colline allungate asimmetriche.
I pingo a sistema idraulico sono dovuti all'acqua che scorre da una sorgente esterna, le falde acquifere sub-permafrost o intra-permafrost. La pressione idrostatica inizializza la formazione del nucleo di ghiaccio come l'acqua sale e di conseguenza si congela. I pingo a sistema aperto non hanno limitazioni per la quantità di acqua disponibile salvo che le falde acquifere non congelino. Spesso si verificano alla base di declivi e sono comunemente conosciuti come tipo Groenlandia. L'acqua del sottosuolo è posta sotto pressione artesiana, spingendo il terreno verso l'alto man mano che forma un nucleo di ghiaccio in espansione. Non è la pressione artesiana stessa che provoca la spinta del suolo verso l'alto, ma piuttosto il nucleo di ghiaccio che viene alimentato dall'acqua della falda acquifera. I pingo spesso originano da un permafrost sottile e discontinuo. In queste condizioni è possibile non solo la formazione di un nucleo di ghiaccio, ma anche un approvvigionamento di acque della falda artesiana. Tali pingo sono spesso di forma ovale o rettangolare. Non è ancora del tutto chiaro perché i pingo a sistema aperto o idraulici normalmente si sviluppino in terreni non ghiacciati.
I pingo alla fine crollano collassando. Si stima che possano durare circa 1000 anni.